# Mykyta Kravčenko
Mykyta Jakovyč Kravčenko (in ucraino Микита Якович Кравченко?; Zuhres, 14 giugno 1997) è un calciatore ucraino, centrocampista del Polіssja Žytomyr in prestito dalla Dinamo Kiev.

## Caratteristiche tecniche
È un esterno destro.

## Carriera
Cresciuto nel settore giovanile dell'Illičivec', ha esordito in prima squadra il 18 aprile 2015 giocando l'incontro di Prem"jer-liha pareggiato 1-1 contro il Metalurh Donec'k. Nel luglio seguente è stato acquistato dalla Dinamo Kiev, dove è rimasto per i successivi cinque anni giocando principalmente con la squadra giovanile e collezionando solamente 4 presenze fra campionato e coppe. Il 24 dicembre 2019 è stato ceduto in prestito all'Olimpik Donec'k dove è riuscito a ritagliarsi un posto da protagonista giocando 12 incontri tutti da titolare. Scaduto il prestito, il 4 agosto seguente è stato ceduto al Kolos Kovalivka fino al termine della stagione.

## Statistiche
Statistiche aggiornate al 5 novembre 2020.

### Presenze e reti nei club
| Stagione        | Squadra         | Campionato      | Campionato | Campionato | Coppe nazionali | Coppe nazionali | Coppe nazionali | Coppe continentali | Coppe continentali | Coppe continentali | Altre coppe | Altre coppe | Altre coppe | Totale | Totale | Totale |
| Stagione        | Squadra         | Comp            | Pres       | Reti       | Comp            | Pres            | Reti            | Comp               | Pres               | Reti               | Comp        | Pres        | Reti        | Pres   | Reti   |        |
| --------------- | --------------- | --------------- | ---------- | ---------- | --------------- | --------------- | --------------- | ------------------ | ------------------ | ------------------ | ----------- | ----------- | ----------- | ------ | ------ | ------ |
| 2014-2015       | Illičivec'      | PL              | 2          | 0          | CU              | 0               | 0               |                    | -                  | -                  |             | -           | -           | 2      | 0      |        |
| 2016-2017       | Dinamo Kiev     | PL              | 1          | 0          | CU              | 1               | 0               |                    | -                  | -                  |             | -           | -           | 2      | 0      |        |
| 2017-2018       | Dinamo Kiev     | PL              | 0          | 0          | CU              | 0               | 0               |                    | -                  | -                  |             | -           | -           | 0      | 0      |        |
| 2018-2019       | Dinamo Kiev     | PL              | 0+2        | 0          | CU              | 0               | 0               |                    | -                  | -                  |             | -           | -           | 2      | 0      |        |
| 2019-gen. 2020  | Dinamo Kiev     | PL              | 0          | 0          | CU              | 0               | 0               |                    | -                  | -                  |             | -           | -           | 0      | 0      |        |
| gen.-giu. 2020  | Olimpik Donec'k | PL              | 4+8        | 0          | CU              | 0               | 0               |                    | -                  | -                  |             | -           | -           | 12     | 0      |        |
| 2020-2021       | Kolos Kovalivka | PL              | 8          | 0          | CU              | 0               | 0               | UEL                | 1                  | 0                  |             | -           | -           | 9      | 0      |        |
| Totale carriera | Totale carriera | Totale carriera | 25         | 0          |                 | 1               | 0               |                    | 1                  | 0                  |             | -           | -           | 27     | 0      |        |